# Buffalo
Buffalo – miasto w Stanach Zjednoczonych, w zachodniej części stanu Nowy Jork, ośrodek administracyjny hrabstwa Erie, położone nad wschodnim krańcem jeziora Erie i wypływającą z niego rzeką Niagara, przy granicy z Kanadą. Jest to drugie pod względem wielkości miasto stanu, w 2020 roku zamieszkane przez 278 349 osób; obszar metropolitalny Buffalo–Cheektowaga liczył 1 166 902 mieszkańców.
W mieście rozwinął się przemysł maszynowy, elektrotechniczny, lotniczy, samochodowy, chemiczny, spożywczy oraz hutniczy. Ośrodek naukowy (uniwersytet i inne szkoły wyższe) i kulturalny (muzea, galerie malarstwa).

## Historia
Pierwszym amerykańskim osadnikiem w miejscowości Buffalo był Cornelius Winney, który zbudował faktorię dla handlu z Indianami w 1789 roku. W 1811 roku wioska Buffalo miała około 500 mieszkańców.
W czasie wojny brytyjsko-amerykańskiej, 30 grudnia 1813 roku, żołnierze brytyjscy i ich indiańscy sojusznicy spalili wioskę.
W 1816 roku Buffalo otrzymało prawa miasteczka. Dynamiczny rozwój miasta rozpoczął się wraz z budową kanału Erie w 1825, który w Buffalo dochodził do jeziora Erie i dawał miastu połączenie do rzeki Hudson i dalej do Nowego Jorku i Atlantyku. Port w Buffalo stał się ważnym punktem przeładunkowym między dużymi statkami Wielkich Jezior i mniejszymi barkami pływającymi kanałem. W 1833 roku 11 parostatków kursowało między Buffalo i Chicago. Podróż zajmowała 17 dni. W 1832 roku Buffalo otrzymało prawa miejskie i miało w tym czasie 10 tys. mieszkańców.
Pierwszą linią kolejową w Buffalo było połączenie z Niagara Falls otwarte w 1836 roku. W ciągu następnej dekady miasto stało się wielkim węzłem kolejowym. W porcie Buffalo zboże przypływające z Wielkich Jezior było ładowane do wagonów kolejowych i wiezione dalej do wybrzeża Atlantyku. Wraz z rozrostem sieci kolejowej, przestarzały kanał Erie przestał być używany.
W drugiej połowie XIX w. i na początku XX w. Buffalo rozwijało się w bardzo szybkim tempie. W 1846 roku otwarto w mieście uniwersytet. W 1873 roku otwarto most kolejowy przez rzekę Niagara, łączący Buffalo z Fort Erie na kanadyjskim brzegu.
W 1900 roku miało 352 tys., a w 1910 roku już 424 tys. mieszkańców. Do rozrostu miasta przyczynił się duży napływ imigrantów z Europy, w tym również z terenów Polski. W miarę postępu industrializacji w mieście zbudowano wiele fabryk i dużą hutę żelaza. W pierwszej połowie XX wieku rozwijał się przemysł maszynowy i lotniczy.
W czasie wystawy Pan American Exposition, w dniu 6 września 1901 roku, Leon Czołgosz dokonał zamachu, strzelając dwukrotnie do prezydenta McKinleya. Prezydent zmarł od poniesionych ran 8 dni po zamachu, a Czołgosz, po krótkim procesie, został stracony na krześle elektrycznym w dniu 29 października 1901 roku.
Druga połowa XX w. była dla Buffalo trudnym okresem. Budowa Drogi Wodnej Świętego Wawrzyńca pozwoliła statkom z Wielkich Jezior płynąć bezpośrednio do Atlantyku, bez potrzeby przeładunku w Buffalo. Budowa sieci autostrad pomniejszyła znaczenie węzła kolejowego w Buffalo. Konkurencja z krajów Dalekiego Wschodu doprowadziła do upadku wielu fabryk przemysłu ciężkiego. Ogromna huta w Buffalo została zamknięta na początku lat osiemdziesiątych. Buffalo zbiedniało, tak jak wiele innych miast „Pasa rdzy” (ang. Rust Belt) na północy Stanów Zjednoczonych.

## Muzyka i kultura

### Opery

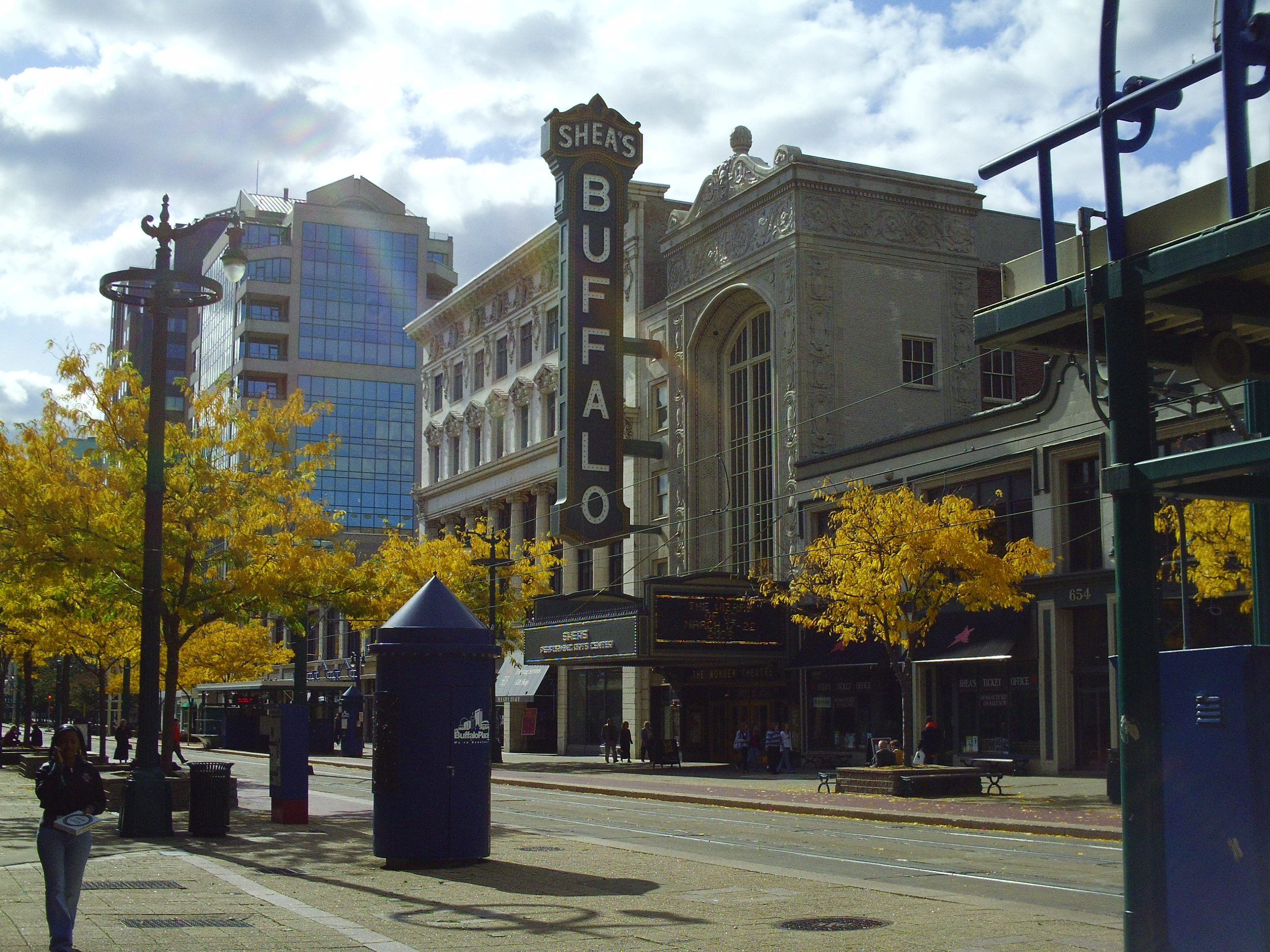
Shea’s Performing Arts Center i Buffalo

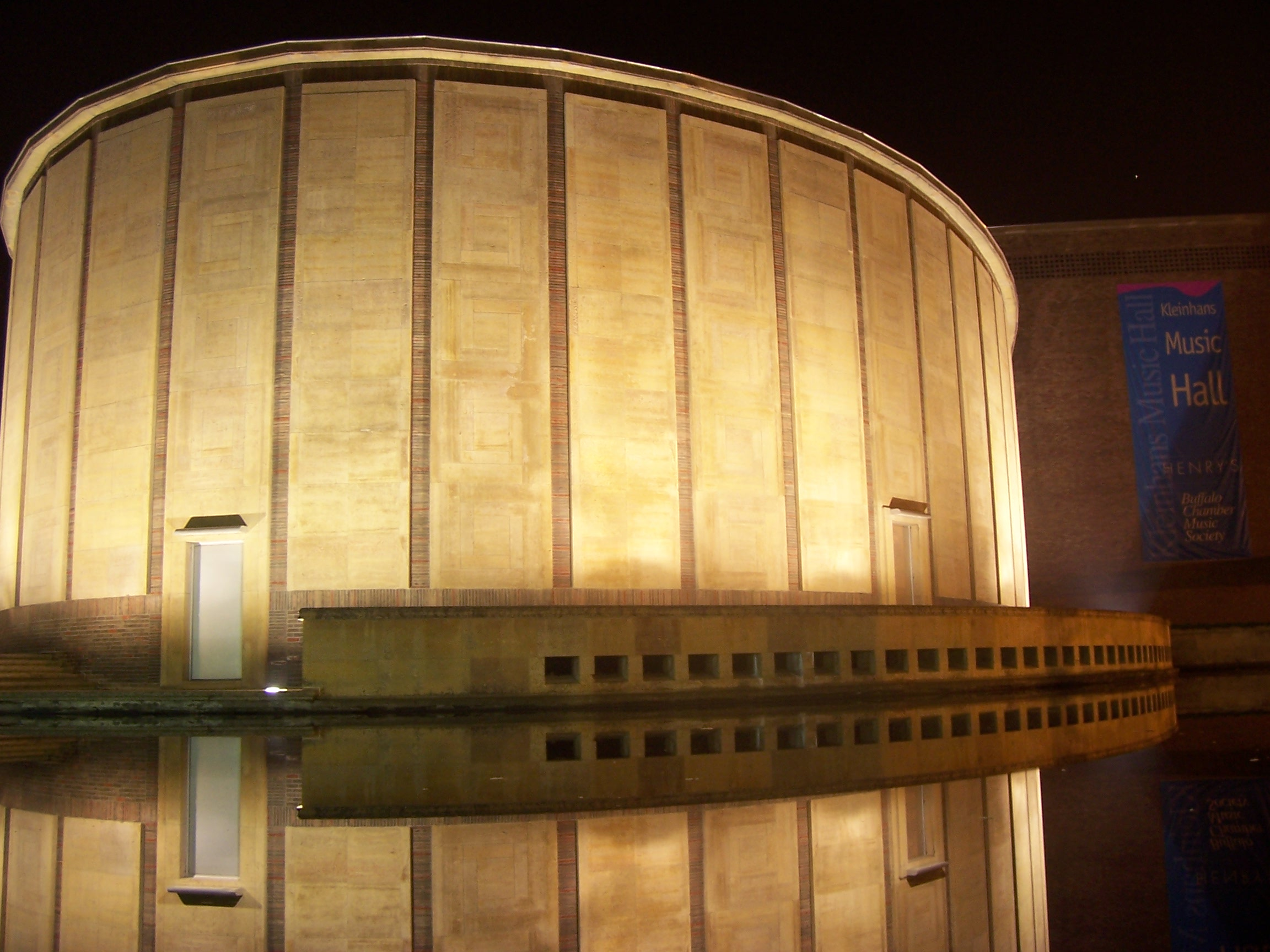
Kleinhans Music Hall

Nickel City Opera (znana również jako NC Opera Buffalo i NCO) – amerykańska opera w Buffalo w stanie Nowy Jork będąca jednym z wiodących teatrów operowych w USA, a także jednym z największych na świecie (3019 miejsc). Nickel City Opera zostało założone w 2004 roku przez Valeriana Ruminskiego i zamówiło Opery oraz wystawiło światowe premiery znanych dzieł.
Matthias Manasi był dyrektorem muzycznym i głównym dyrygentem Nickel City Opera w latach 2017 do 2021. Jego poprzednik, Michael Ching, był dyrektorem muzycznym i głównym dyrygentem NCO w latach 2012 do 2017. Nickel City Opera współpracuje z Buffalo Philharmonic Orchestra, i realizuje szeroki wachlarz dzieł, od XVIII-wiecznego baroku i XIX-wiecznego bel canto po minimalizm XX wiek u i współczesne opery XX i XXI wieku. Opery te są prezentowane w inscenizacjach, które charakteryzują się różnorodnymi stylami, od oper z wyszukanymi tradycyjnymi dekoracjami, po operacje z nowoczesnymi projektami koncepcyjnymi.
Siedziba Nickel City Opera mieści się w Shea’s Performing Arts Center (z 3019 miejscami siedzącymi) w Buffalo Theatre District w centrum Buffalo. Opera została zaprojektowana i zbudowana w 1926 roku przez znaną chicagowską firmę Rapp and Rapp. Pierwotną liczbę 4000 miejsc zmniejszono do obecnej w latach trzydziestych XX wieku. Architektura wnętrz opery również została zaprojektowana przez światowej sławy projektanta i artystę Louisa Comforta Tiffany’ego, przy użyciu elementów, które w większości zachowały się do dziś. NCO występuje również w Riviera Theatre w North Tonawanda, w Nichols Flickinger Performing Arts Center w Buffalo, w Artpark Mainstage Theatre oraz w Artpark Amphitheatre w Earl W. Brydges Artpark State Park położonym nad wąwozem Niagara w Lewiston (Nowy Jork).

### Orkiestry
Buffalo Philharmonic Orchestra to amerykańska orkiestra powstała w 1935 roku i występująca w Kleinhans Music Hall, której akustyka została doceniona. JoAnn Falletta została dyrektorem muzycznym Buffalo Philharmonic Orchestra w 1998 roku.
Chociaż orkiestra prawie się rozpadła pod koniec lat 90. z powodu braku funduszy, ustabilizowały ją datki filantropijne i wsparcie rządowe. Poprzednimi dyrektorami muzycznymi Buffalo Philharmonic Orchestra byli: William Steinberg, Josef Krips, Lukas Foss, Michael Tilson Thomas, Siemion Byczkow i Maximiano Valdés. Inni znani dyrygenci, którzy prowadzili orkiestrę, to: Leonard Bernstein, Igor Strawinski, Ralph Vaughan Williams, Sir Neville Marriner i Henry Mancini. Orkiestra pod wodzą JoAnn Falletty była wielokrotnie nominowana do nagrody Grammy, a w 2009 roku otrzymała ją za najlepszą współczesną kompozycję klasyczną.

## Transport
- Port lotniczy Buffalo Niagara położony w Cheektowaga.

## Sport
- Buffalo Bills – zawodowy zespół futbolu amerykańskiego
- Buffalo Sabres – klub hokejowy

## Polacy w Buffalo
Buffalo, a zwłaszcza zachodnia część stanu Nowy Jork, ma znaczną liczbę ludności polskiego pochodzenia. W pewnym czasie ze wszystkich miast w Ameryce, Buffalo plasowało się na drugim miejscu pod względem ilości polskiego dziedzictwa, obok Chicago. Na początku XX w. drukowano w Buffalo wiele czasopism polskojęzycznych. Kongres Polonii Amerykańskiej powstał właśnie w Buffalo.
Polacy tradycyjnie zamieszkują wschodnią część Buffalo, The East Side. Głównym centrum polskości w Buffalo jest rynek zwany Broadway Market, na Broadwayu, między ulicami Gibson i Lombard. W pewnym czasie mała grupa Polaków przeniosła się ze wschodu do dzielnicy Black Rock, po północno-zachodniej stronie Buffalo. W ostatnich dziesięcioleciach Polacy mają tendencję do przesuwania się dalej na wschód, aż do Cheektowaga, wschodniego przedmieścia Buffalo.

## Miasta partnerskie
Miasta partnerskie Buffalo:

- Siena, Włochy (1961)
- Dortmund, Niemcy (1972)
- Kanazawa, Japonia
- Lille, Francja
- Torremaggiore, Włochy
- Twer, Rosja (1989)
- Kirjat Gat, Izrael
- Cape Coast, Ghana
- Drohobycz, Ukraina
- Rzeszów, Polska
- Gorłówka, Ukraina
- Aboadze, Ghana
- Bursa, Turcja
- Changzhou, Chiny
- Saint Ann, Jamajka